# La notte dei diavoli
La notte dei diavoli è un film del 1972 diretto da Giorgio Ferroni.

## Trama
Jugoslavia, 1972. Nicola, diretto verso l'Italia, sta attraversando una zona boschiva quando, per evitare una donna, esce di strada e danneggia la macchina. Deve perciò accettare ospitalità da una strana famiglia di boscaioli, i Ciuvelak, composta, tra gli altri, dalla bella Sdenka, dalla piccola Irina e dal nevrotico Jovan che però si offre, con successo, di riparare la macchina di Nicola.
Una sera, il giovane Jovan, uccide il capofamiglia Gorka conficcandogli un paletto acuminato nel cuore. A seguito dell'aggressione, il corpo dell'uomo si disfa in pochi istanti, sotto gli occhi terrorizzati di Nicola. L'uomo decide di correre a denunciare l'accaduto. In quell'occasione, un poliziotto del paese, informa Nicola che la famiglia Ciuvelak nasconde un terribile segreto. Nonostante la denuncia d'omicidio ad opera di Nicola, le forze dell'ordine del paese si rifiutano di raggiungere la casa dei Ciuvelak.
Tornato a casa Ciuvelak per recuperare la propria auto, Nicola, viene assediato dai vari membri della famiglia: si tratta di un gruppo di Wurdalak, creature a metà tra zombi e vampiri, che vampirizzano coloro che amano. Nicola è in pericolo in quanto Sdenka si è innamorata di lui. L'uomo riesce a sfuggire alla famiglia ma a seguito dello spavento impazzisce: tornato in Italia viene internato in un ospedale psichiatrico. Nicola riferisce ai medici quanto accaduto ma non viene creduto. Una sera, Sdenka giunge all'ospedale psichiatrico. L'uomo, credendola un Wurdalak, la uccide ma solo dopo la morte della ragazza comprende, disperato, di avere ucciso la ragazza che amava.

## Produzione

### Riprese
Le riprese si svolsero in cinque settimane, vicino al lago di Bracciano, tra la fine del 1971 e l'inizio del 1972.

## Distribuzione
Il film fu distribuito nel circuito cinematografico italiano il 29 aprile 1972 e in Spagna il 25 giugno 1973.

## Accoglienza
Il film incassò 156.686.000 lire dell'epoca.

## Citazioni
La trama del film ricalca a grandi linee quella dell'episodio I Wurdalak del film I tre volti della paura di Mario Bava, che a sua volta è basato su un racconto di Aleksej Konstantinovič Tolstoj.